# Лекоатлетическо-футболен комплекс ЦСКА
Лекоатлетическо-футболният комплекс на ЦСКА е многофункционален спортен комплекс на руския клуб ЦСКА в Москва, използван предимно за състезания по лека атлетика.
Там се провеждат състезанията по борба и фехтовка по време на Лятната олимпиада през 1980 г. Стадионът приема финалния мач на турнира „Купа на съдружествата“ през 1993 година и в периода 1995 – 1998 г.
Футболният терен се ползва от МФК ЦСКА и за юношески турнири. Освен това е ползван за срещи от турнира „Купа на съдружествата“. През 1980-те години е ползван от ЦСКА Москва заради ремонта на стадион „Песчанка“.
През 2012 г. младежите на ЦСКА (Москва) играят на ЛФК ЦСКА срещу ФК „Зенит“ (Санкт Петербург). Това е първият официален мач, проведен на този стадион от 20 години насам.